# آندرانیک هوسپیان (بازیکن فوتبال)
آندرانیک هوسپیان (ارمنی: Անդրանիկ Հովսեփյան؛ زادهٔ ۱۹ سپتامبر ۱۹۶۶ ) یک بازیکن فوتبال در پست مهاجم (فوتبال) اهل ارمنستان است.

## باشگاهی
از باشگاه‌هایی که در آن بازی کرده‌است می‌توان به باشگاه فوتبال کوتایک، باشگاه فوتبال زانگزور، باشگاه فوتبال آرارات ایروان، و باشگاه فوتبال زوارتنوتس-ای‌ای‌الاشاره کرد.

## تیم ملی
وی همچنین در تیم ملی فوتبال ارمنستان بازی کرده‌است. هوسپیان نخستین بازی ملی خود را که یک بازی دوستانه بود در تاریخ ۱۶ مه ۱۹۹۴ در فولرتون، کالیفرنیا در مقابل ایالات متحده آمریکا انجام داده‌است.